# Humphrey Neville
Sir Humphrey Neville of Brancepeth (* um 1439; † 29. September 1469) war ein englischer Ritter.

## Leben
Sir Humphrey Neville war ein Sohn von Thomas Neville und Elizabeth, Tochter des Henry Beaumont, 5. Baron Beaumont.
Er entstammt einer älteren Linie des Hauses Neville, die aus der ersten Ehe des Ralph Neville, 1. Earl of Westmorland mit Margaret Stafford entspringt.
Humphrey Neville hatte in jüngeren Jahren bereits einige Ämter übertragen bekommen, so zum Beispiel Steward of Richmond, Parker of Caplebank und Bailiff of Hexham.
Er war ein treuer Anhänger Heinrich VI. und des Hauses Lancaster und kämpfte während der Rosenkriege bei der Schlacht von Towton (1461), bei Hedgeley Moor (1464) und Hexham (1464).
Nach der Niederlage bei Towton floh Sir Humphrey mit Margarete von Anjou und anderen treuen Lancastrians, wie zum Beispiel Sir Edmund Hampden, Sir Robert Whittingham und Sir Henry Bellingham ins Exil nach Schottland, und wurde mit einer Bill of Attainder belegt, so dass er in England all seine Rechte und Besitztümer verlor.
Ab Sommer 1461 unternahmen Sir Humphrey zusammen mit Thomas de Ros, 9. Baron de Ros und einigen Männern in der Gegend von Durham Überfälle, geriet in Gefangenschaft und wurde im Tower of London inhaftiert.
Einige Quellen berichten, dass Sir Humphrey aus dem Tower fliehen konnte, und nach Nordengland entkam.
König Eduard IV. begnadigte Sir Humphrey jedenfalls 1463 und erhob ihn in den Ritterstand. Dies geschah zum einen aufgrund seiner noblen Herkunft aus dem Hause Neville, zum anderen aber wahrscheinlich auch, um Sir Humphrey zur Aufgabe seines Kampfes zu bewegen.
Neville brach aber kurz darauf die Bedingungen der Begnadigung, erhob wieder die Waffen und stieß entweder Ende 1463 oder Anfang 1464 zu den belagerten Lancastertruppen in Bamburgh Castle.
Seitens Eduard IV. erging Befehl an Richard Neville, 16. Earl of Warwick, der die Burg belagerte, den Lancastertruppen Pardon und freies Geleit bei Übergabe der Burg zu gewähren, außer den Kommandanten, Sir Ralph Grey und Humphrey Neville.
Obwohl die Burg zunächst nicht kampflos die Waffen niederlegte, berichten einige Quellen, dass an einem bestimmten Punkt Humphrey Neville den Kampf einstellte, die Burg übergab und hierfür Pardon erhielt, andere Quellen berichten, dass Sir Humphrey, als die Burg fiel, floh.
Kurz darauf schloss sich Humphrey Neville in Nordengland wieder Lancastertruppen unter Führung von Henry Beaufort, 2. Duke of Somerset an und Norham Castle wurde von ihnen überrannt.
Mit einer eignen kleinen Armee legte Sir Humphrey kurz darauf in der Nähe von Newcastle upon Tyne einen Hinterhalt für John Neville, 1st Marquess of Montagu, der auf dem Weg nach Norden zu den mittlerweile mit den Yorkisten verbündeten Schotten war. Montagu wurde aber gewarnt und konnte die gestellte Falle umgehen. Nach der verlorenen Schlacht bei Hexham am 15. Mai 1464 konnte Sir Humphrey fliehen und versteckte sich in einer Höhle nahe dem See Derwent Water.
Im Januar 1465 wurde Sir Humphrey wieder mit einer Bill of Attainer belegt und die Jahre bis 1469 lebte er wie ein gesetzloser, eine Art Freibeuter, im Untergrund und führte eine Art Guerillakrieg gegen das herrschende Haus York. Als Hauptmann einer kleinen Truppe überfiel er immer wieder das County Durham und Hexhamshire.
Als König Eduard IV. im Sommer 1469 nach der Schlacht von Edgecote Moor durch Richard Neville, Earl of Warwick, gefangen genommen wurde, startete Sir Humphrey zusammen mit seinem Bruder Charles eine offene Revolte im Norden entlang der schottischen Grenze.
Der Earl of Warwick versuchte vor Ort Truppen und Unterstützer zu gewinnen, um diese Revolte niederzuschlagen, scheiterte aber, da die meisten Adligen der Gegend die Inhaftierung Eduards IV. durch Warwick nicht billigten und nur auf einen direkten Befehl des Königs die Waffen erheben würden. Dieser Umstand trug auch dazu bei, dass Eduard IV. im Herbst auf freien Fuß gesetzt wurde. Warwick konnte daraufhin mit der Unterstützung anderer Adliger die Revolte niederschlagen und Sir Humphrey Neville und dessen Bruder Charles in Holderness gefangen nehmen.
Sir Humphrey Neville wurde am 29. September 1469 in York, im Beisein Eduard IV., enthauptet.

## Ehe und Nachkommen
Sir Humphrey hatte einen Sohn, Arthur of Scole Acle.